# Sân bay Hendrik Van Eck
Sân bay Hendrik Van Eck là một sân bay tọa lạc ở in Phalaborwa, Nam Phi (IATA: PHW, ICAO: FAPH).

## Các tuyến bay thường lệ
- South African Airways
  - South African Airways cung ứng bởi South African Airlink (Johannesburg)